# Palle Huld
Palle Torben Huld (født 2. august 1912 i Hellerup, død 26. november 2010 i København), søn af direktør Ludvig Christian Huld og hustru Emilie Sophie, født Lichmann, var en dansk skuespiller, lydbogsindlæser, forfatter og instruktør.

## Karriere
I 1928 vandt Huld en konkurrence i dagbladet Politiken og foretog en jordomrejse med skib, jernbane og bil. Konkurrencen var udskrevet i anledning af 100-året for den franske forfatter Jules Vernes fødsel. Ved hjemkomsten blev han på Københavns Rådhusplads hyldet af 20.000 fremmødte. Han beskrev sin rejse i bogen Jorden rundt i 44 Dage af Palle. Den blev oversat til over 11 sprog.
Hergé kan have læst bogen, og han er sandsynligvis inspireret af Huld til skabelsen af figuren Tintin.
I august 2012 blev Jorden rundt i 44 Dage af Palle genudgivet i anledning af forfatterens 100-års fødselsdag (med tilføjelse af et nyt forord af Troels Kløvedal).
Efter et studieophold i Canada 1928-1931 blev Huld i 1932 optaget på Det kongelige Teaters elevskole, debuterede på teatret i 1934 og blev fastansat samme sted i 1936. Her spillede Han en lang række store roller i fx Colombe, Der var engang, Genboerne, Elverhøj, Guys and Dolls, Ole Lukøje, Kjartan og Gudrun og Eventyr på Fodrejsen. Derefter fulgte flere kunstneriske succeser på Odense Teater.
Efter sit Canada-ophold, foretog Huld endnu en bemærkelsesværdig rejse i 1935 sammen med kollegaen Elith Foss. De rejste gennem Europa på en Nimbus motorcykel.
To år senere drog parret af sted til Teheran – ligeledes på motorcykel. Hans interesse for rejser sikrede ham medlemskab af Eventyrernes Klub.
Huld blev gennem tiden hædret med flere priser, herunder Frederik Schybergs Mindelegat, Oluf Poulsens Mindelegat og Louis Halberstadts Æreslegat. Han var Ridder af 1. grad af Dannebrog og blev i 2005 æreskunstner i Østermarie, hvor Palle Hulds Hulvej er opkaldt efter ham. Han var siden stiftelsen af Selskabet for Dansk Memorabilitet et festligt midtpunkt for det.
Huld udgav erindringsbogen Så vidt jeg erindrer i 1992.

## Privatliv
Huld var til sin død æresmedlem i Skuespillerforeningen af 1879, i hvis boligkompleks på Bispebjerg han i mange år havde fast adresse. Efter sin kones død flyttede han på Plejecenteret Sølund i København, hvor han sov ind den 26. november 2010, 98 år gammel.

## Filmografi

### Film
- Skilsmissens børn – 1939
- Elverhøj – 1939
- Det store ansvar – 1944
- Det bødes der for – 1944
- For frihed og ret – 1949
- Jan går til filmen – 1954
- Ild og Jord – 1955
- Ung leg – 1956
- Eventyrrejsen – 1960
- Cirkus Buster – 1961
- Poeten og Lillemor i forårshumør – 1961
- Mine tossede drenge – 1961
- Rikki og mændene – 1962
- Der brænder en ild – 1962
- Kampen om Næsbygaard – 1964
- Tine – 1964
- Selvmordsskolen – 1964
- Premiere i helvede – 1964
- Mig og min lillebror – 1967
- Tre mand frem for en trold – 1967
- Min søsters børn vælter byen – 1968
- Mig og min lillebror og storsmuglerne – 1968
- Det er så synd for farmand – 1968
- Midt i en jazztid – 1969
- Manden på Svanegården – 1972
- Olsen-banden ser rødt – 1976
- Manden som ikke ville dø – 1999

### TV-serier
- Huset på Christianshavn – 1970-1977 afsnit nr: 81
- Matador – 1978-1981 afsnit nr: 6
- Gøngehøvdingen 1992 afsnit nr: 1
- Kaos i opgangen 1997

## Bøger om Palle Huld
- Huld, Palle (1992). Så vidt jeg erindrer. Fiskers Forlag. ISBN 9788789077796.
- Huld, Palle (2. august 2012) [1929]. Jorden rundt på 44 dage med Palle (1. udgave). People´s Press Jr. ISBN 9788771088663.
- Rudbeck, Claus (2012). Én gang eventyrer - altid eventyrer : Palle Hulds spændende liv i samtale med Claus Rudbeck. Incepcion. ISBN 978-87-994976-1-4.